# حديد غفل

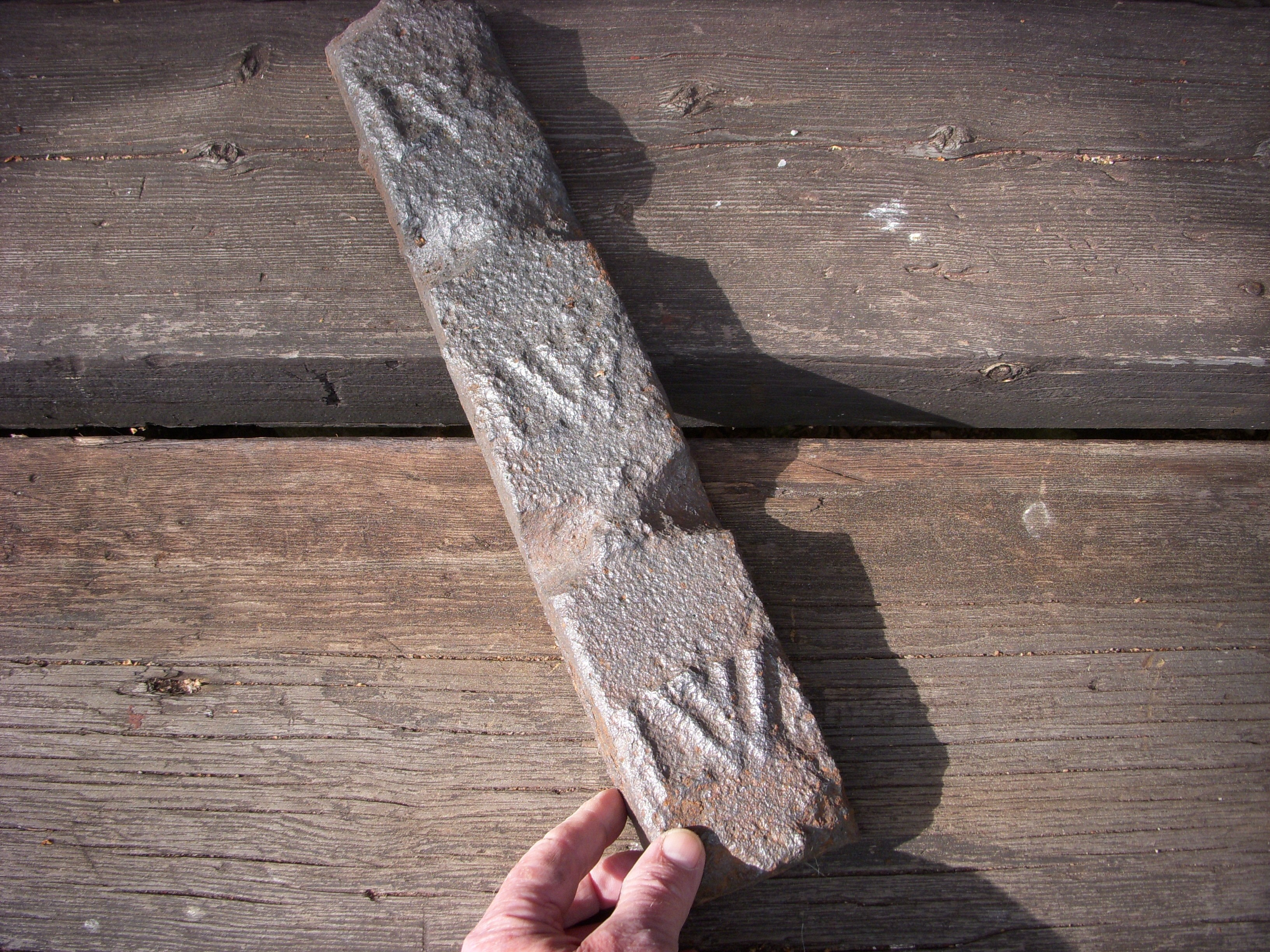
حديد غفل

الحديد الغُفْل (ملاحظة 1) هو منتج أولي ينتج من صهر الحديد مع فحم الكوك مع استخدام الحجر الجيري كمخبث، ويستخدم بعد ذلك كمادة خام لإنتاج المنتجات الحديدية. يحتوي الحديد الغفل على نسب عالية جداً من الكربون، تصل عادةً إلى 3.5-4.5% من وزن السبيكة، مما يجعله هشا جداًَ ولا يمكن استخدامه مباشرةً إلا في بعض الحالات الخاصة.
يصنع الحديد الغفل عادة عن طريق صب الحديد المصهور في قوالب من الرمل، وعادة لا يعطى أي أهمية لحجم قطع الحديد الغفل لأنها سيعاد صهرها لإنتاج المنتج النهائي.

## تاريخه
بدأ الصينيون صناعته منذ القرن الثاني عشر قبل الميلاد. بينما لم تبدأ أوروبا في صناعته إلا في العصور الوسطى.

## خواصه
يحتوي حديد الغفل على نسبة عالية من الكربون
بين 4 إلى 5 %, ونحو 3 % سيليكون ونحو 6 % منجنيز، ونسبة صغيرة من الكبريت والفوسفور. تلك المواد تجعل المنتج منه هشا فلا يمكن طرقه أو درفلته ولا يمكن حتى لحامه.

وهو يستخدم في افران أخرى لإنتاج أنواع أفضل من الحديد والصلب.

## استخداماته

### قديماً

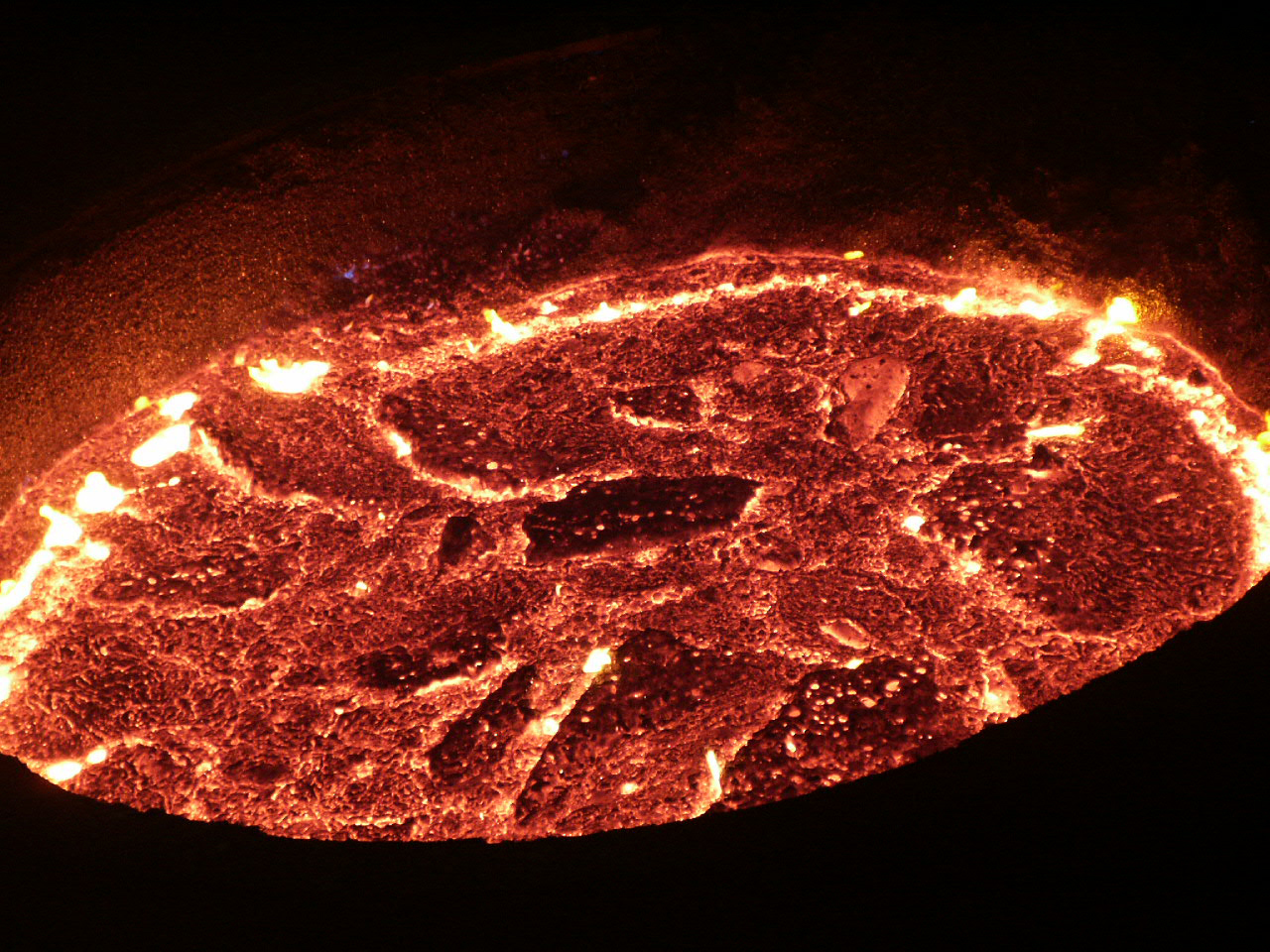
مصهور حديد غفل

استخدمت تماسيح الحديد قديماً لإنتاج الحديد المطاوع ولأفران التسويط وأخيراً لإنتاج الصلب. في هذه العمليات السابقة، يصهر الحديد الغفل ويضخ معه تيار هوائي قوي أثناء تقليب المصهور، مما يساعد على تأكسد الشوائب كالسيليكون والفوسفور. ينتج بعد ذلك منتج آخر يسمى  تماسيح الحديد المعدلة .
يستخدم الحديد الغفل أيضا لإنتاج الحديد الزهر الرمادي، عن طريق صهره مع كميات من الصلب والخردة وإضافة بعض العناصر السبائكية، لضبط نسبة الكربون في المنتج والوصول بها للحد المطلوب. كما تستخدم بعض أنواع تماسيح الحديد لإنتاج الحديد الزهر المرن، ولكن بشرط أن يكون نسب السيليكون المنجنيز الكبريت الفسفور في الحديد الغفل ضئيلة.

### حديثاً

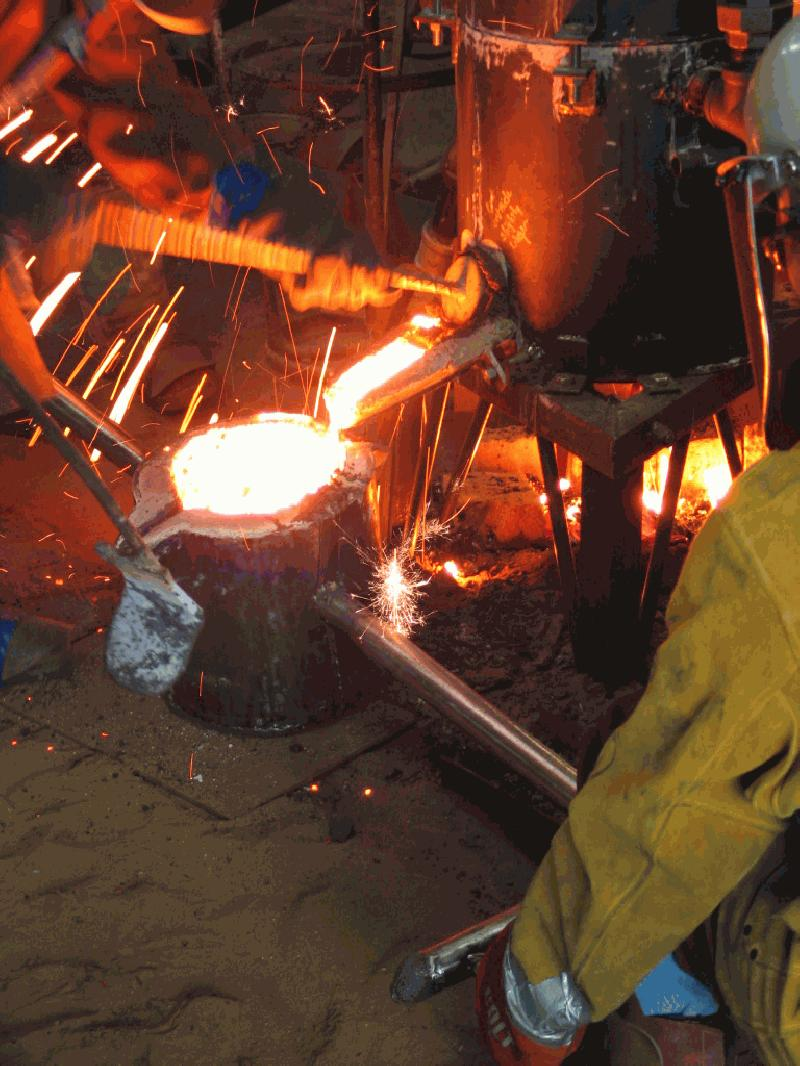
إنتاج الحديد التمساحي

ينتج الحديد الغفل الآن من الفرن اللافح والذي تصب منه مباشرةً في بواتق معدنية، وينقل وهو مصهور إلى وحدات إنتاج الصلب، حيث يصب المصهور في فرن القوس الكهربي أو في فرن أكسجين قاعدي، وهناك يتم إزالة نسبة الكربون الغير ضرورية وإضافة العناصر السبائكية للمنتج المطلوب.
و قد يتم إنتاجه في فرن مدركس وأحياناً الفرن العالى ثم ينقل إلى المحول الأكسجينى.

## اقرأ أيضا
- فرن القوس الكهربي
- الفرن العالي
- فرن أكسجين قاعدي
- فرن الحديد الخالص

## هوامش
- ملاحظة 1 المرادفات: الحديد الغُفْل[7][8] أو حديد الزَّهر[7] أو تماسيح الحديد[7][8] أو حديد خام[8]